# Geno Luzcando
Eugenio Luzcando, detto Geno (Providencia, 24 aprile 1995), è un cestista panamense con cittadinanza cilena.
È il nipote di Yuyín Luzcando.

## Carriera
Con Panama ha disputato i Campionati americani del 2017.